# Estado-Maior General da Alemanha

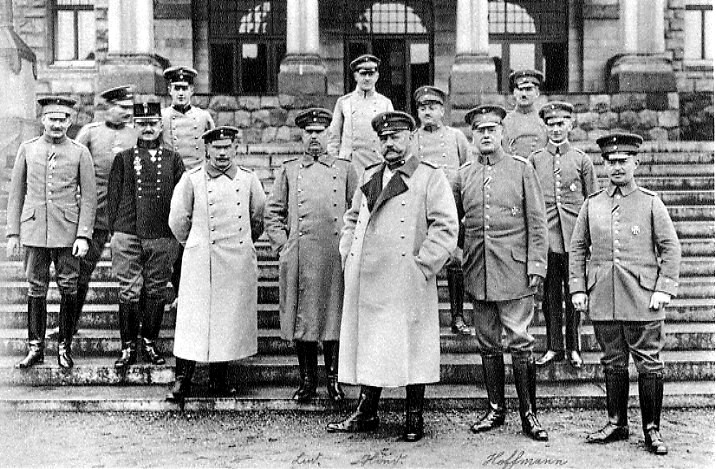
Hindenburg e o Estado-Maior do 8º exército

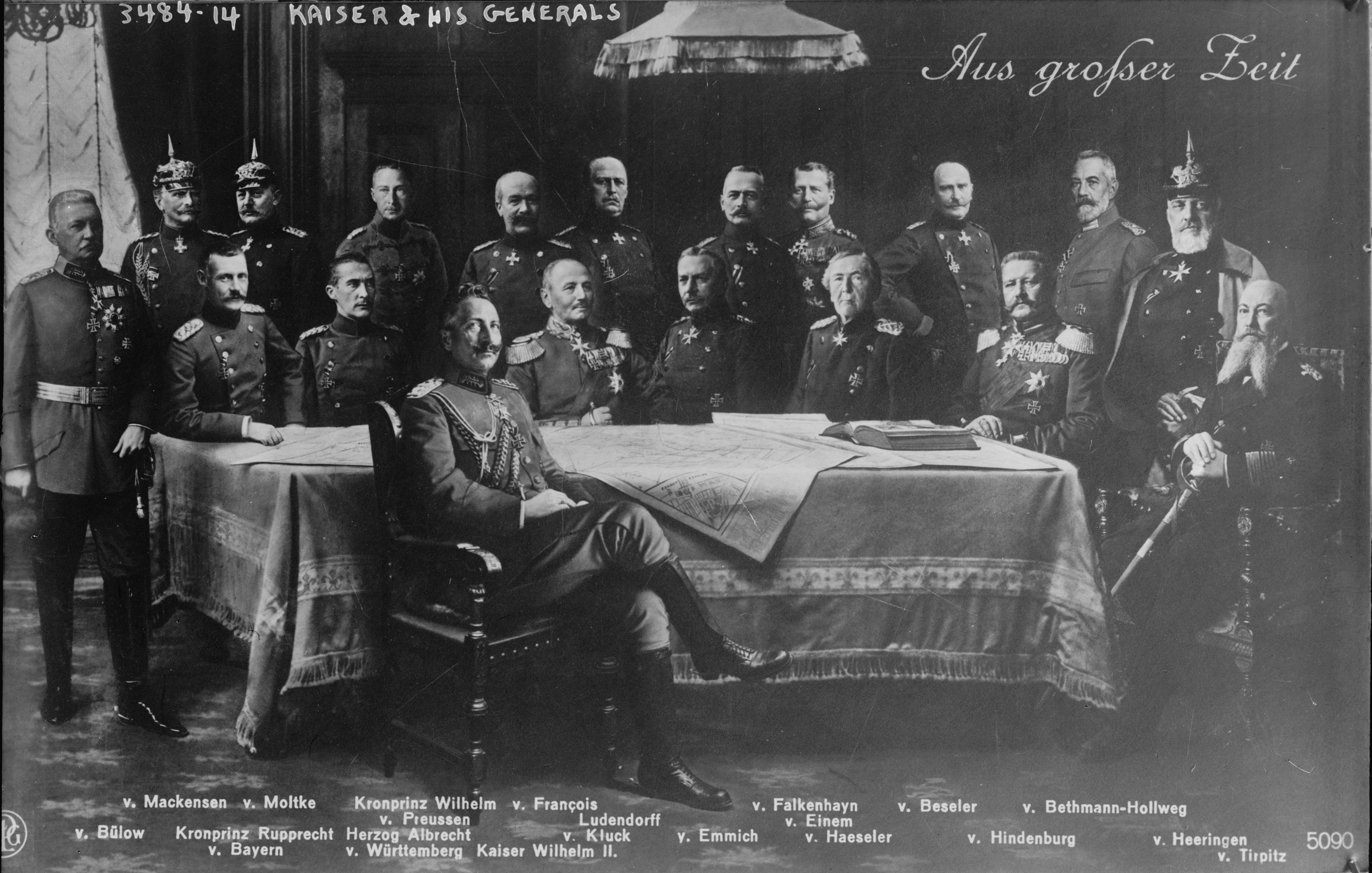
Guilherme II e seus generais

O Estado-Maior General da Alemanha (em alemão, Großer Generalstab) existiu de maneira oficiosa desde 1806 e depois foi formalmente estabelecido por lei em 1814. Tal instituição era responsável pelo estudo contínuo de todos os aspectos da guerra e por esboçar e revisar os planos de mobilização ou campanha.
O Estado-Maior prussiano gozava de uma grande liberdade do controle político e tal autonomia era garantida por lei desde a criação do Império Alemão em 1871. As nações vitoriosas da Primeira Guerra Mundial tentaram dissolver a instituição, considerada o alicerce do militarismo alemão. Ela, entretanto, sobreviveu e voltou à cena no rearmamento da Alemanha e na Segunda Guerra Mundial.
Num senso amplo, o Estado-Maior Alemão representava uma fraternidade militar única. Diferentemente das outras potências européias, o Estado-Maior alemão distinguia-se pela seleção formal de seus oficiais pela inteligência e mérito em vez patronagem ou riqueza, bem como por sua estrutura de treinamento rigoroso e abrangente. O treinamento destinava-se não só a descartar os menos motivados ou incapazes, mas também a produzir um corpo de militares profissionais com visões e métodos comuns.
Até o fim do Império Alemão - enquanto o senso social e político colocava nobres ou membros das casas reais no comando de exércitos - a verdadeira responsabilidade pelo planejamento e condução das operações cabia aos oficiais altamente treinados do Estado-Maior. Para outros exércitos europeus, que careciam de um Estado-Maior profissional, o mesmo senso geralmente levava ao desastre. Mesmo o exército do Segundo Império Francês - cujos oficiais tinham supostamente atingido as mais altas patentes por resultado de bravura ou sucesso no campo de batalha - foi massacrado numa campanha que enfatizou a má administração e falta de educação profissional.
O chefe do Estado-Maior de uma unidade prussiana tinha o direito de discordar, por escrito, dos planos ou ordens do comandante nominal da unidade e, se necessário, apelar ao comando de uma formação superior, ao rei ou imperador. Tal medida permitia que os oficiais pudessem se dissociar de um plano falho ou de um comando incompetente.